# 馬湛

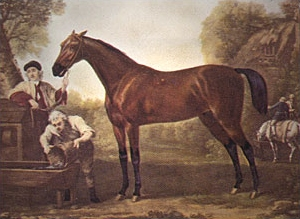
馬湛

馬湛（Matchem、1748年 - 1781年2月21日）是一匹英國競賽馬，牠和希律是現時超過5％的純種馬父線的始祖。
馬湛1748年出生於英國，父系是Cade，母系是Sister to Miss Partner，他亦是高多芬阿拉伯的孫。馬湛出戰12仗10勝。孕育出354匹賽馬冠軍子嗣。

## 外部連結
- 血統表 （页面存档备份，存于）